# Paraphellia
Paraphellia is een geslacht van zeeanemonen uit de klasse van de Anthozoa (bloemdieren).

## Soorten
- Paraphellia expansa Haddon, 1886
- Paraphellia hunti Haddon & Shackleton, 1893
- Paraphellia lineata Haddon & Shackleton, 1893